# Great North Road
La Great North Road (en español Gran Carretera del Norte) es una carretera histórica construida para unir la recién fundada Sídney con el fértil Valle de Hunter al norte. Construida por convictos entre 1825 y 1836, atraviesa más de 260 km de terreno accidentado que entorpecía la expansión agrícola. El área perteneciente a la carretera según la lista presentada ante la Unesco cubre 393,72 ha.
La carretera es de tal importancia cultural que ha sido incluida tanto en la Lista Australiana de Patrimonio Nacional como en la de Patrimonio de la Humanidad de la Unesco como parte de los sitios australianos de presidios por estar entre:

"[...] los mejores ejemplos subsistentes del fenómeno de la deportación masiva de delincuentes y de la expansión de las potencias coloniales europeas mediante la explotación de mano de obra reclusa.

La carretera fue un triunfo de la ingeniería, con algunos secciones construidas con una más que notable calidad. Desafortunadamente no pudo ser calificada de éxito a efectos prácticos: aparte de los altos desniveles había escasez de agua y alimento para los caballos a lo largo de la ruta. La carretera dejó de ser usada con rapidez por estas razones ante el desarrollo de vías alternativas para llegar al Valle de Hunter, como los barcos de vapor y caminos más modernos. La mayoría de la carretera cayó en el olvido mientras otras partes fueron absorbidas en la red vial urbana y rural.
La Lista Australiana de Patrimonio Nacional incluyó la Great North Road el 1 de agosto de 2007 como un ejemplo significativo a nivel nacional de las importantes infraestructuras públicas desarrolladas con el uso de trabajadores reclusos.

## Ruta
La Great North Road comienza en Parramatta Road, en lo que es hoy el suburbio de Sídney de Five Dock. Cruza Ryde y Dural antes de alcanzar el río Hawkesbury en Wisemans Ferry, 100 km al norte y a partir de ahí serpentea a través de terreno escarpado cubierto de monte bajo siguiendo el límite del parque nacional Dharug, continúa cruzando Bucketty y sigue hasta que se divide en Wollombi. Desde allí una bifurcación sigue hasta Singleton por Broke y la otra pasa por Cessnock, Maitland y acaba en Newcastle.

## La Great North Road hoy en día
La Great North Road ha sobrevivido hasta nuestros días pero diferentes partes han sido conservadas de diversas maneras. Muchas partes se encuentran bajo asfalto u hormigón, tanto en calles suburbanas como en carreteras rurales, mientras que otras se conservan en parques nacionales y están protegidas del tráfico de vehículos.
Algunas evidencias de su pasado, como puentes o grabados de los convictos en la roca, subsisten dento del área metropolitana de Sídney; en cambio largos tramos permanecen tal cual fueron creados al norte del río Hawkesbury. Los primeros kilómetros, desde Five Dock hasta el río Parramatta (en Abbotsford), atraviesan un centro comercial local y un área residencial. Esta sección conserva su nombre original.

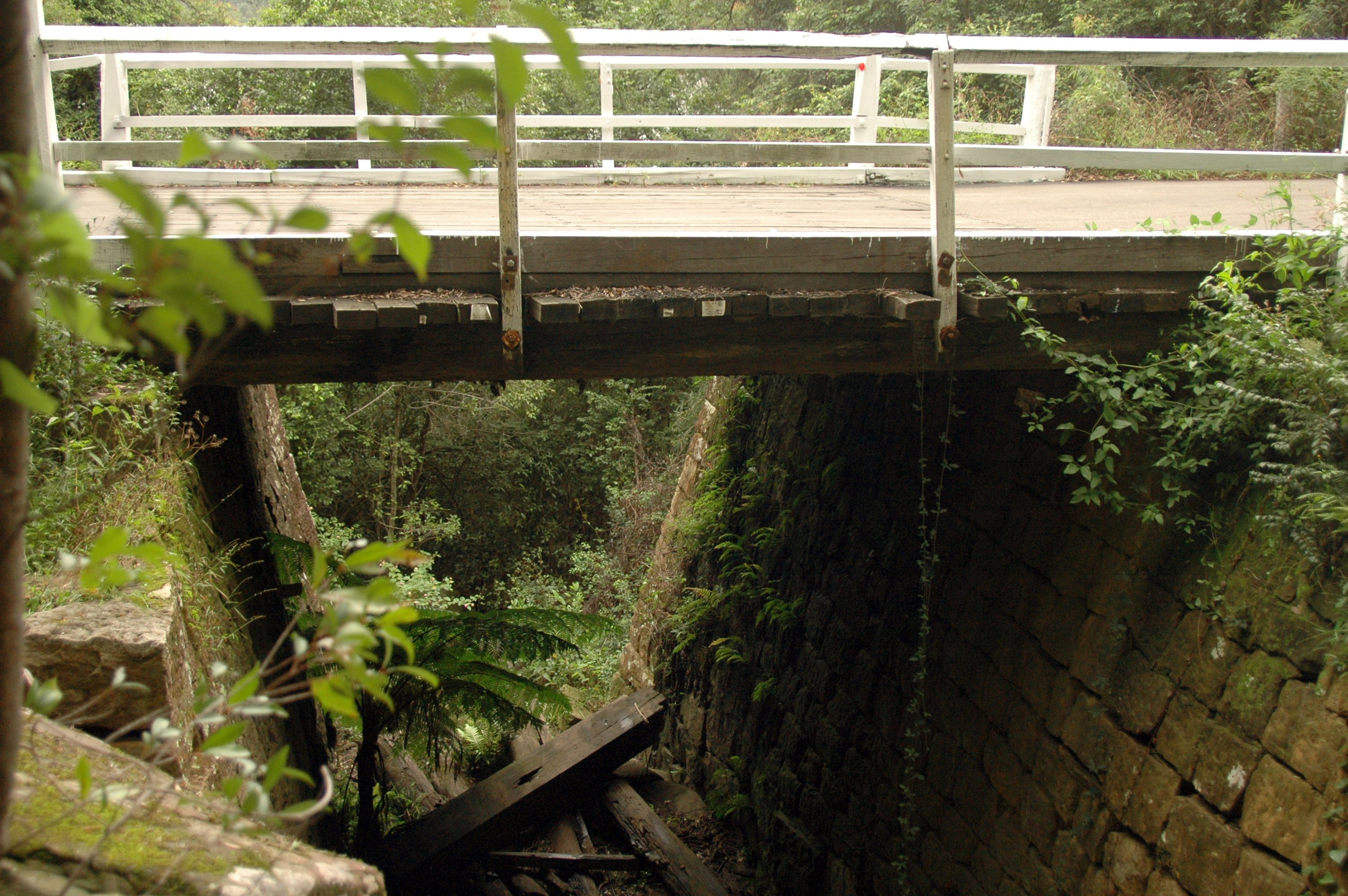
Puente Thomas James, orilla norte del río Hawkesbury River en Wisemans Ferry, puente más antiguo de la Australia continental aún abierto al tráfico.

## Conservación
Las comunidades locales de Buckety y Wollombi crearon en 1990 el Convict Trail Project (proyecto camino de convictos) con el objetivo de restaurar, proteger y promover la carretera como un museo de la ingeniería usada por los convictos. Secciones originales de la carretera que están a la vista han proporcionado un valioso conocimiento de las primeras técnicas de construcción de carreteras en la colonia de Nueva Gales del Sur y de como se produjo la importación y adaptación de la tecnología para dicha construcción desde Inglaterra. Parte del mantenimiento ha estado a cargo de presos de los complejos dirigidos por el Corrective Service NSW (Servicio Correctivo de Nueva Gales del Sur).

## Patrimonio de la Humanidad
En julio de 2010, en la 34º sesión del Comité del Patrimonio de la Humanidad, la Great North Road y otros diez sitios australianos con una notable asociación con la deportación de reclusos fueron incluidos con el nombre de Sitios australianos de presidios en la Lista de Patrimonio de la Humanidad.  En la lista se explica que los 11 sitios suponen "los mejores ejemplos subsistentes del fenómeno de la deportación masiva de delincuentes y de la expansión de las potencias coloniales europeas mediante la explotación de mano de obra reclusa". De esos 11 sitios los cuarteles de Hyde Park, la Isla Cockatoo y la Antigua Casa de Gobierno se encuentran también en la región de Sídney.

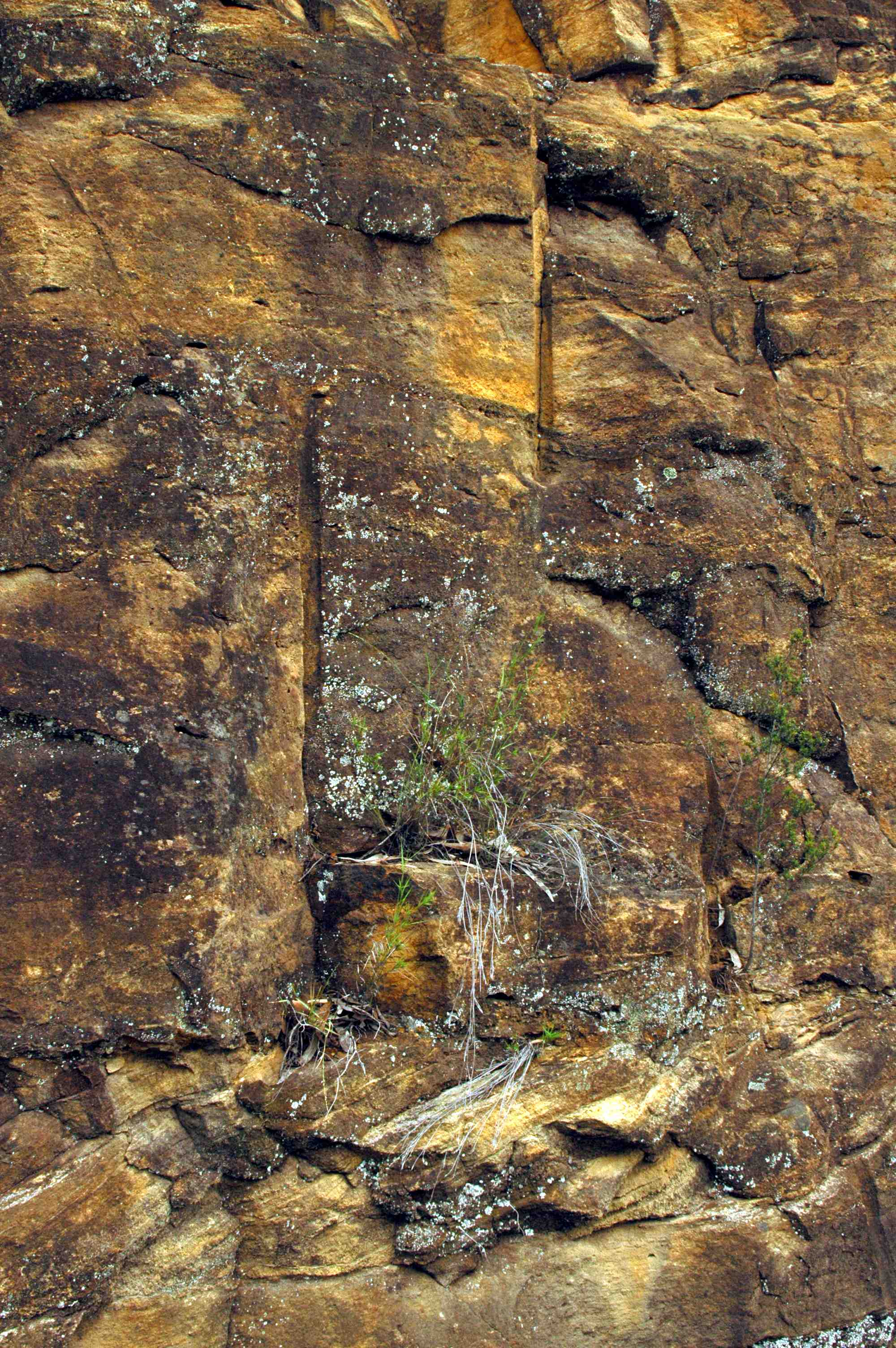
Corte en la roca hecho por los reclusos: abrían un agujero en la roca, lo rellenaban con pólvora y lo encendían; aún se ven los 'medios agujeros' que quedaban tras la explosión.
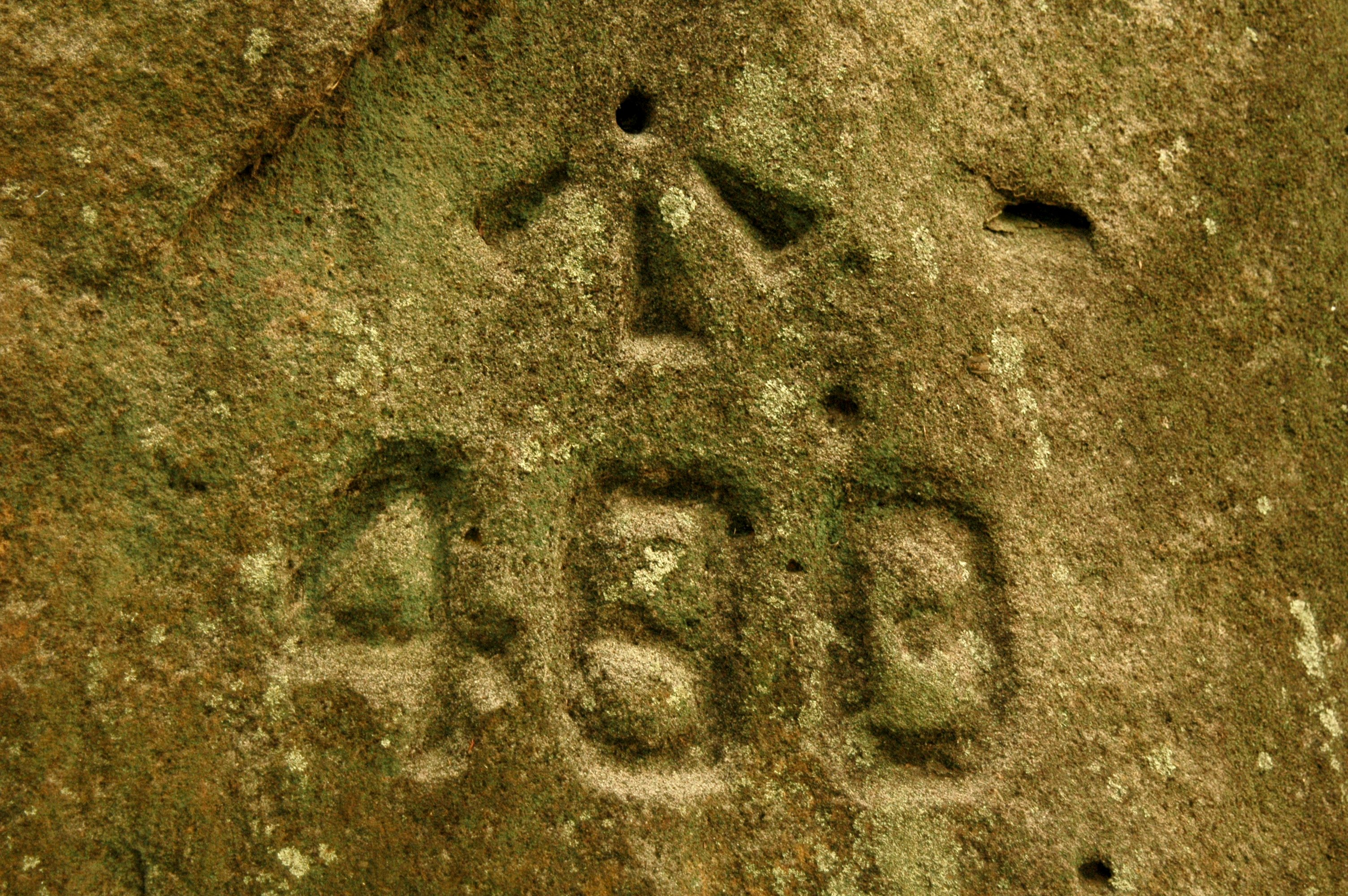
Punto de referencia en la Great North Road.
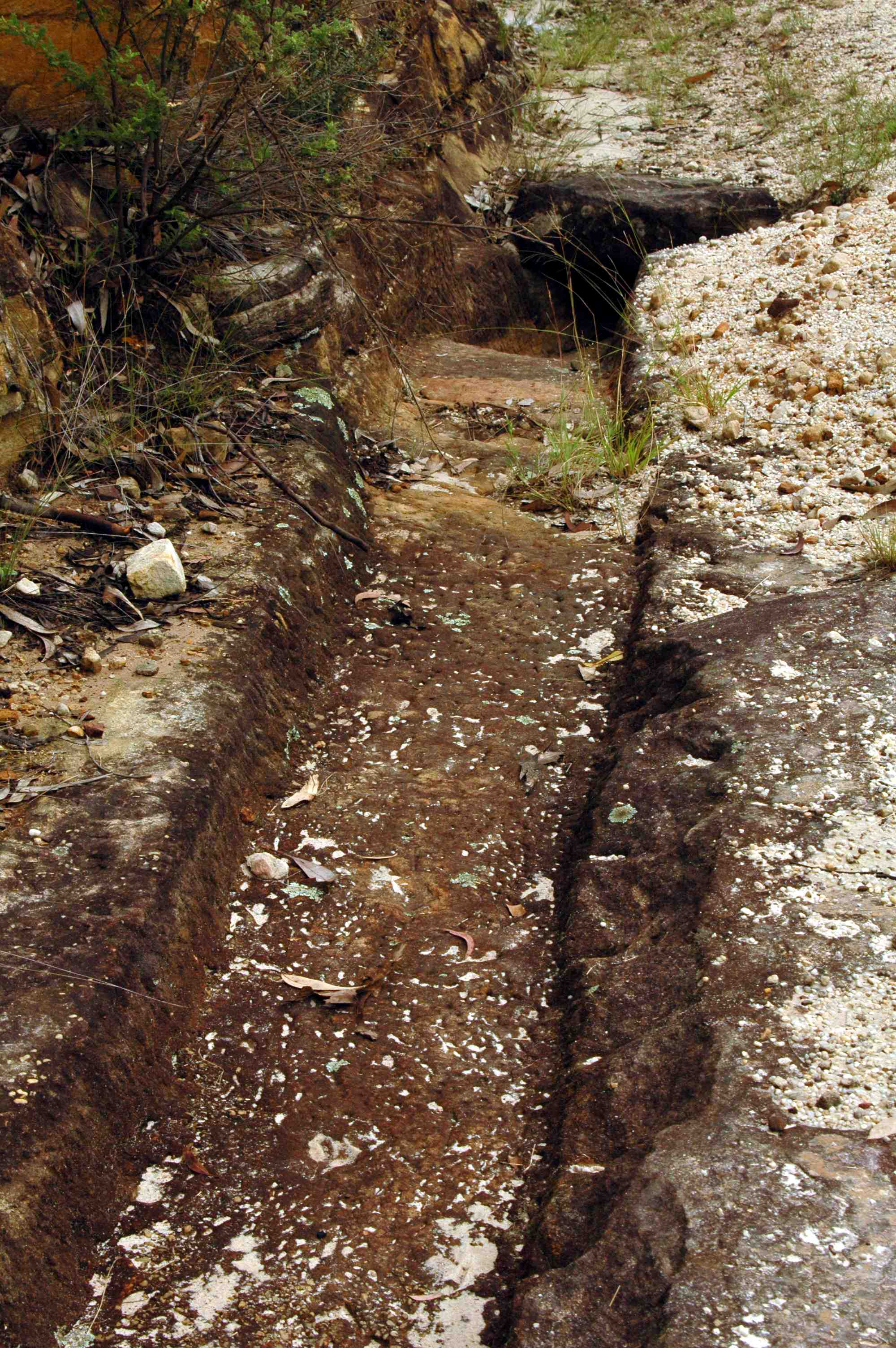
Canal de desagüe.
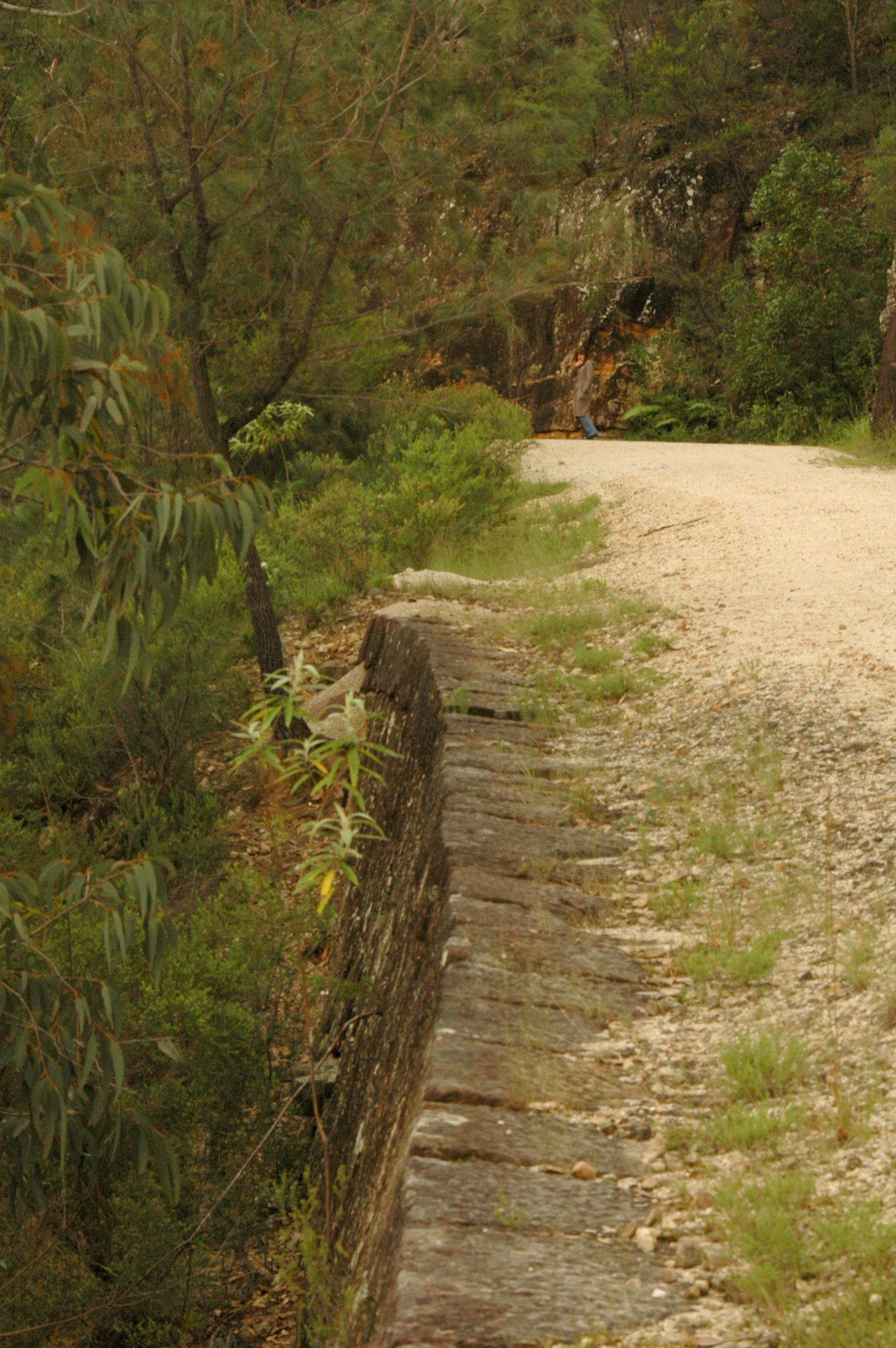
Terraplén hecho de trozos de roca obtenidos de la explosión en la excavación adyacente.